# Fontaine-le-Bourg
Fontaine-le-Bourg is een gemeente in het Franse departement Seine-Maritime (regio Normandië) en telt 1488 inwoners (2004). De plaats maakt deel uit van het arrondissement Rouen.

## Geografie
De oppervlakte van Fontaine-le-Bourg bedraagt 12,2 km², de bevolkingsdichtheid is 122,0 inwoners per km².
De onderstaande kaart toont de ligging van Fontaine-le-Bourg met de belangrijkste infrastructuur en aangrenzende gemeenten.

## Demografie
Onderstaande figuur toont het verloop van het inwonertal (bron: INSEE-tellingen).